# Łobeski

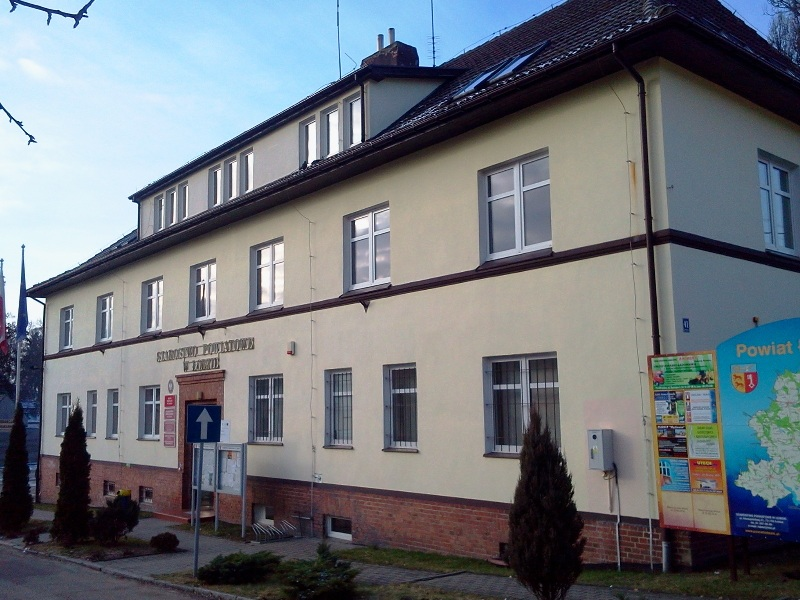
Tòa thị sảnh

Łobeski là một huyện thuộc tỉnh Zachodniopomorskie của Ba Lan. Huyện có diện tích 1065 km². Đến ngày 1 tháng 1 năm 2011, dân số của huyện là 37900 người và mật độ 36 người/km².